# Rue Vogler
Pour les articles homonymes, voir Vogler.
La rue Vogler (en néerlandais : Voglerstraat) est une rue bruxelloise de la commune de Schaerbeek qui va de la place Pogge à la rue Joseph Brand (place de Houffalize).

## Histoire et description
La rue porte le nom d'un industriel allemand, Chrétien Vogler, né à Ems le 21 mai 1829 et décédé à Schaerbeek le 3 avril 1902.
La numérotation des habitations va de 1 à 37 pour le côté impair et de 2 à 46 pour le côté pair.

## Adresses notables
- no 17 : le peintre Alfred Ruytincx (1871-1908) y a habité, maison classée par arrêté royal le 18 décembre 1997 (sgraffite de Henri Privat-Livemont)
- no 38 : Espace Vogler